# Верхні Лемези
Верхні Лемези́ (рос. Верхние Лемезы, башк. Үрге Ләмәҙ) — присілок у складі Архангельського району Башкортостану, Росія. Входить до складу Інзерської сільської ради.
Населення — 105 осіб (2010; 139 в 2002).
Національний склад:
- башкири — 93 %